# Ocotea revoluta
Ocotea revoluta är en lagerväxtart som beskrevs av Harold Norman Moldenke. Ocotea revoluta ingår i släktet Ocotea och familjen lagerväxter. Inga underarter finns listade i Catalogue of Life.